# Donner (boekhandel)
Donner is een Rotterdamse boekhandel die ontstond in 1912. Hij overleefde de boekhandelketens selexyz en Polare waar hij tussen 2006 en 2014 deel van uitmaakte. Anno 2014 heeft het bedrijf een winkel aan de Coolsingel in Rotterdam.
Donner was een tijd lang een van de grootste boekhandels van Nederland. Anno 1996 was het bedrijf met 160.000 boektitels in zijn winkel, met zekerheid de grootste. Op zijn hoogtepunt, tussen 2000 en 2014, besloeg de boekwinkel zo'n 6000 m². Hij was daarmee zelfs de grootste boekhandel in de Benelux, in termen van omzet, vierkante meters en personele bezetting.

## Geschiedenis
De boekhandel Donner werd opgericht door Johannes Hendrikus Donner (1888-1955), een telg uit een domineesgezin en broer van de latere minister van justitie Jan Donner. Het boekenvak leerde hij door scholing in Amersfoort en in Duitsland. In 1912 nam hij de boekhandel over van J.C. Groenewegen en vernoemde de winkel naar zichzelf, Boekhandel J.H. Donner. De winkel was een lange smalle ruimte aan de Gedempte Botersloot waar hij vooral gereformeerde boeken verkocht met daarnaast wat meditatieve boeken en 'deugdelijke' romans. Donner bracht ook het blad Gereformeerde Kerkbode uit, wat zorgde voor een vaste klandizie.
Met het bombardement van Rotterdam ging de winkel verloren. Donner vestigde daarop zijn bedrijf in een van de noodwinkels aan de Rochussenstraat. De zaak kwam onder eenzelfde directie met de gereformeerde boekhandel G.D. Schoemakers op Rotterdam-Zuid, ook van een predikantszoon. In 1953 verhuisde de boekhandel naar de Korte Lijnbaan, onderdeel van de nieuw gebouwde autovrije winkelpromenade Lijnbaan. Twee jaar later overleed Johannes Donner. Na het overlijden van de vader volgde de zoon van Gerhard Dinus Schoemakers (1904-1965), Coenraad Bernardus (Ben) Schoemakers (1932-2020), op als directeur. Gedurende de jaren 60 en 70 breidde de boekhandel uit door enkele verbouwingen, en de opening van een aantal boekwinkels in de regio Rotterdam. Met de tijd was ook het boekenaanbod diverser geworden. Gereformeerde literatuur maakte een steeds kleiner onderdeel uit van de verkoop, toch had gedurende de jaren 70 nog een kwart van de verkochte boeken een theologische insteek. In 1966 was het bedrijf gestopt met de exploitatie van de Gereformeerde Kerkbode.
In 1981 verhuisde de boekhandel naar de Meent, waar het al een kleine vestiging had voor de verkoop van studiematerialen. Donner ging zich meer profileren als een semiwetenschappelijke boekhandel en in 1986 fuseerde het met de Wetenschappelijke Boekhandel Rotterdam. Ben Schoemaker bleef (statutair) directeur. Het idee om Donner uit te breiden tot 'totaalboekhandel' werd in deze periode ontwikkeld.

## Vestiging Lijnbaan (1988)

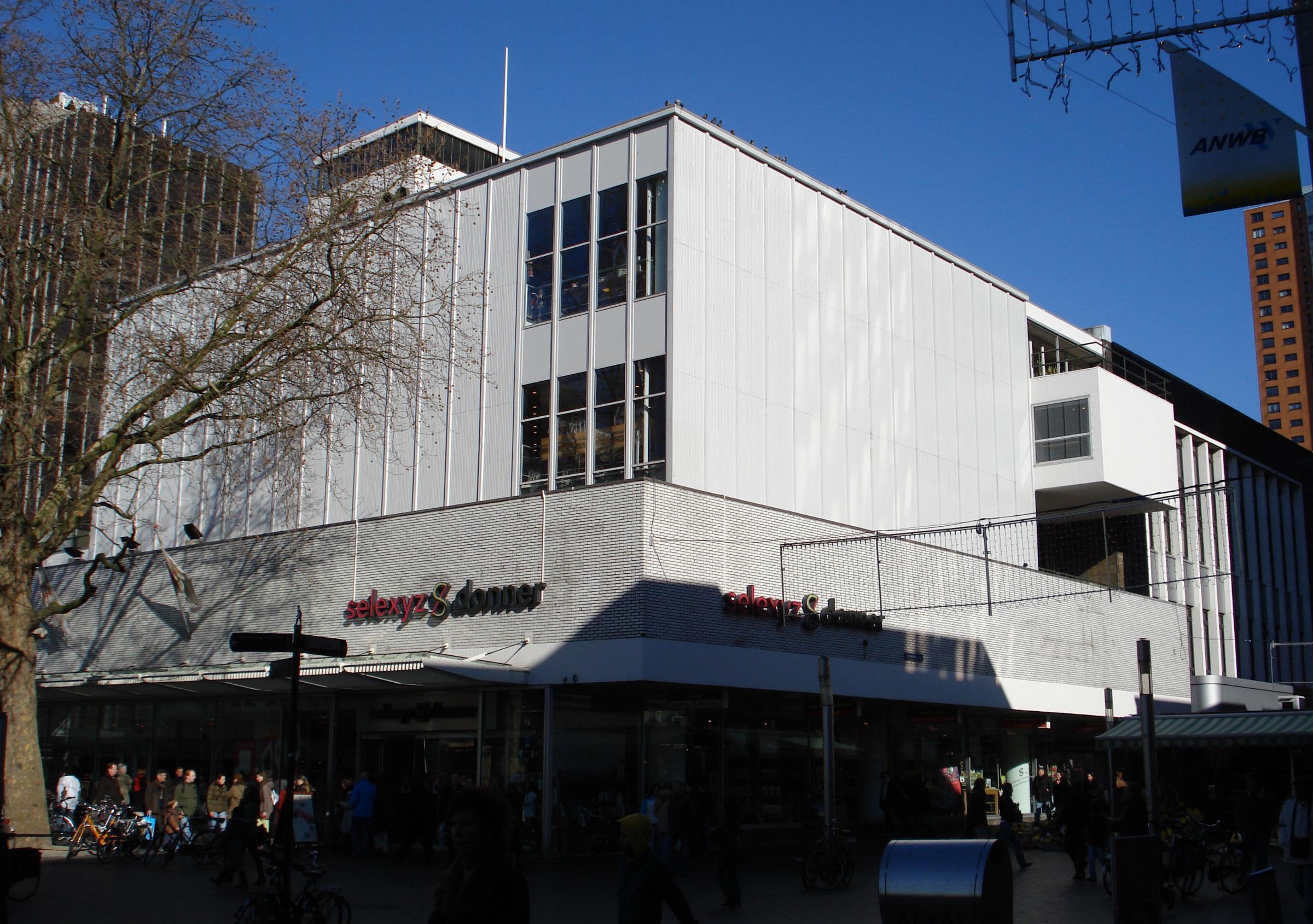
Het voormalige pand op de hoek Lijnbaan/Binnenwegplein in Rotterdam

In 1988 verhuisde Donner naar Lijnbaan 150, waar het zich vestigde in Meubelwarenhuis H.H. de Klerk, het voormalige warenhuis van woninginrichtingbedrijf De Klerk. Dit kubusvormige gebouw is gelegen op de hoek van de Lijnbaan met het Binnenwegplein. Wie het pand uitliep had zicht op het 8 meter hoge, kenmerkende, kinetische kunstwerk Two Turning Vertical Rectangles. Met de verhuizing vervijfvoudigde het oppervlak naar 3615 vierkante meter en verdubbelde de omzet in het eerste jaar van 8 naar 18 miljoen gulden.

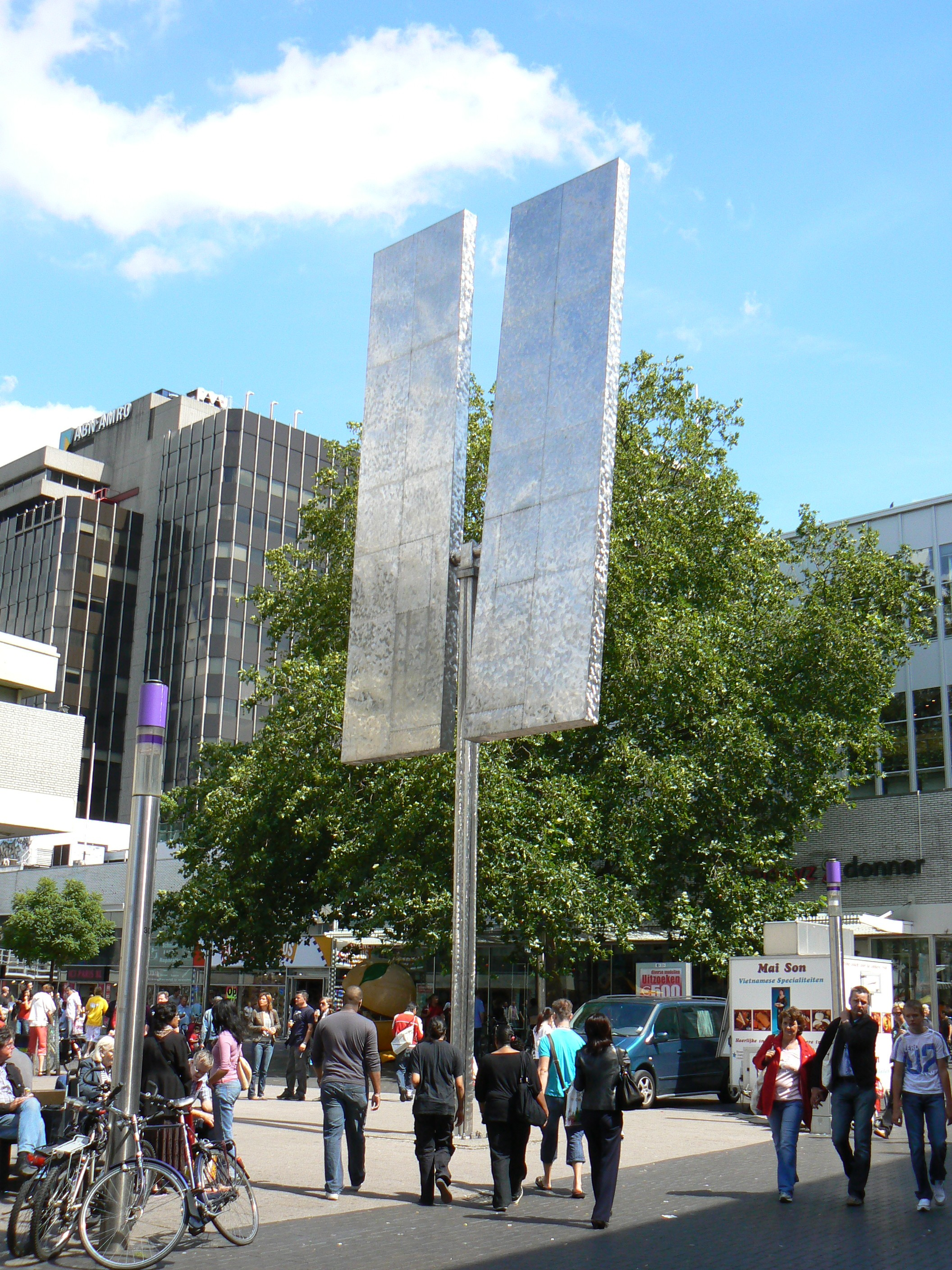
Het kinetische kunstwerk Two Turning Vertical Rectangles met boekhandel Donner op de achtergrond.

In de eerste jaren had Donner ook enkele onderhuurders om al die ruimte te vullen. Voorbeelden zijn, de cd-winkels Wijnand van Hooff, voor klassieke muziek en IT records voor de populaire en jazzmuziek. Daarnaast bood het ook ruimte aan Stolk & Van der Heijde (voor bladmuziek) en een eetgelegenheid. Het pand bood daarnaast ook zitplaatsen en ruimten waar activiteiten en presentaties gegeven werden. Met de uitbreiding tot totaalboekhandel won Donner Boeken bv, een jaar na haar verhuizing, de Rotterdamse Ondernemersprijs. De jury prees de "vernieuwende cultuurspreiding" die zich uitte in de diversiteit van het aanbod en gedegen vakkennis bij het personeel.
In de jaren 90 werd Ben Schoemaker opgevolgd als directeur door Hans Peters. In 1996 verkocht Donner naast boeken ook muziek op cd, multimediaal werk en bladmuziek. Tevens had de "superstore" een croissanterie waar ook koffie geschonken werd. In 1999 omvatte Donner acht etages en drieduizend vierkante meter, waarmee het de grootste van Nederland was. De omzet groeide mee. In 1999 was de omzet ruim verdubbeld van 21 miljoen (1988) tot 55 miljoen gulden.
In 1999 liet supermarktketen Albert Heijn, die in de kelder een filiaal had, weten te willen verhuizen. Hierdoor kon de boekhandel met nog eens 2.000 vierkante meter uitbreiden. Na een grote verbouwing, opende de zaak op 17 november 2000 opnieuw haar deuren. Een journalist van De Volkskrant omschreef de nieuwe Donner als een klein winkelcentrum. De boekhandel bood de klanten niet alleen meer ruimte om te struinen en te rusten, de toiletten waren verbeterd en het aantal kassa's was uitgebreid. De nieuwe afdelingen werden gevuld met een aanbod van kantoorbenodigdheden, stripboeken en nieuwe media waaronder e-books. Er kwamen nieuwe faciliteiten bij zoals beschikbaarheid van computers met een internetverbinding, printfaciliteiten, een mogelijkheid tot het laten drukken van boeken. Daarnaast kwam er een restaurant en drie punten waar men koffie en een broodje kon kopen. Verder was er een antiquariaat, een reisbureau, het Theater in de Kelder waar lezingen en boekpresentaties werden gegeven, en een expositieruimte.
In september van 2005 opende Bagels & Beans op de vijfde verdieping een vestiging van bijna 200 m², en betrok ook een 400 m² groot dakterras.
Signeersessies van bekende schrijvers trokken veel belangstelling. Zeer lange rijen ontstonden toen Gerard Reve in 1993 zijn boek Brieven van een aardappeleter kwam signeren. Nog langere rijen volgden toen Bill Clinton in 2007 zijn boek Geef, en verander de wereld hier signeerde. In 1998 bracht Donner een liederenbundel uit met historische liederen over Rotterdam, samengesteld door Peter Blanker ter ere van haar tienjarige aanwezigheid op de Lijnbaan.

## selexyz donner (2006-2012)
Donner werd ooit aangekocht door de uitgever Kluwer en werd onderdeel van een verzameling boekhandels, die Kluwer Groep Boekhandels heette. In 1992 verzelfstandigde deze groep tot Boekhandels Groep Nederland (BGN) en in 2006 veranderde ze haar naam naar selexyz. De vestiging in Rotterdam ging selexyz donner heten.

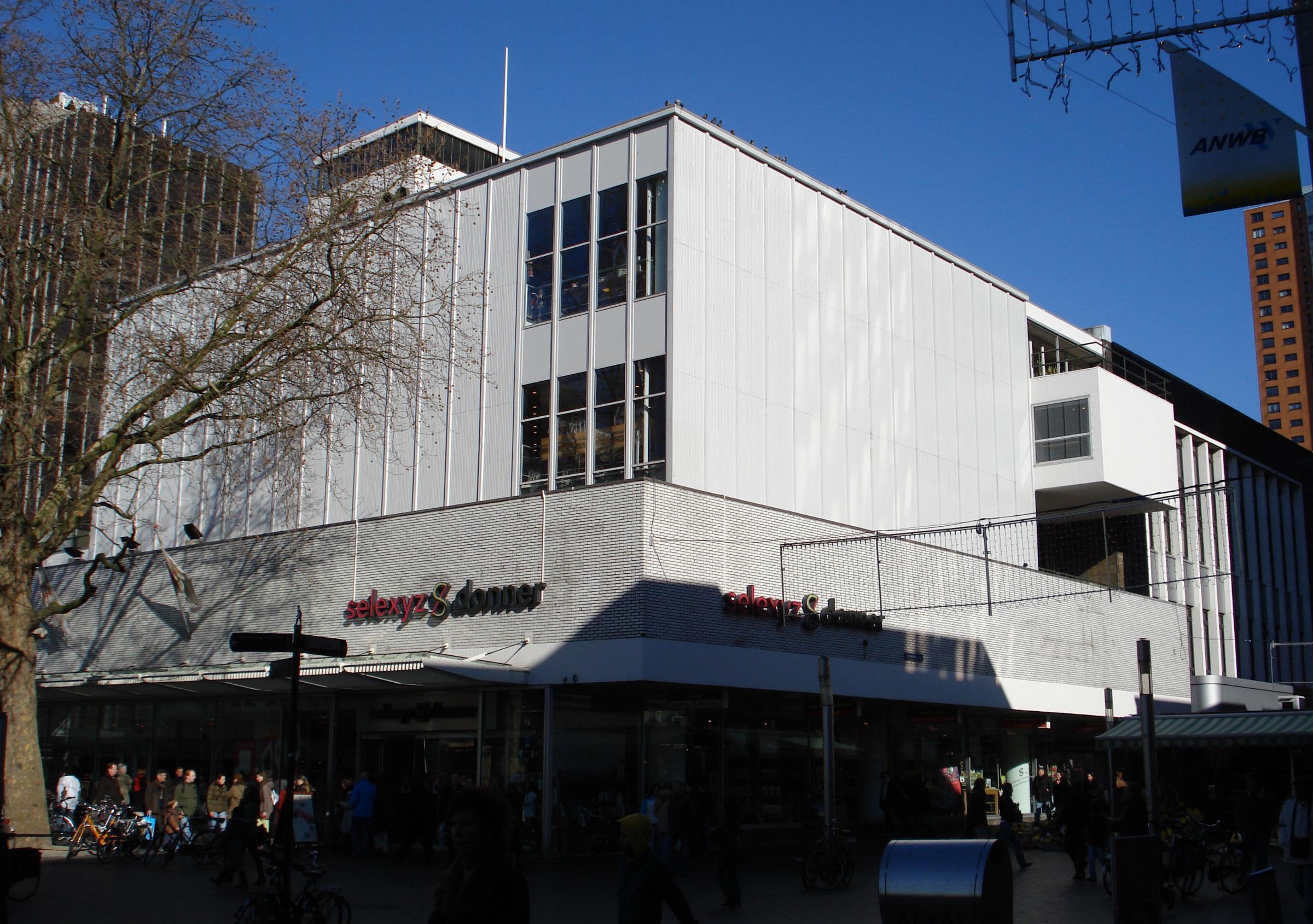
selexys & donner op de gevel (2008)
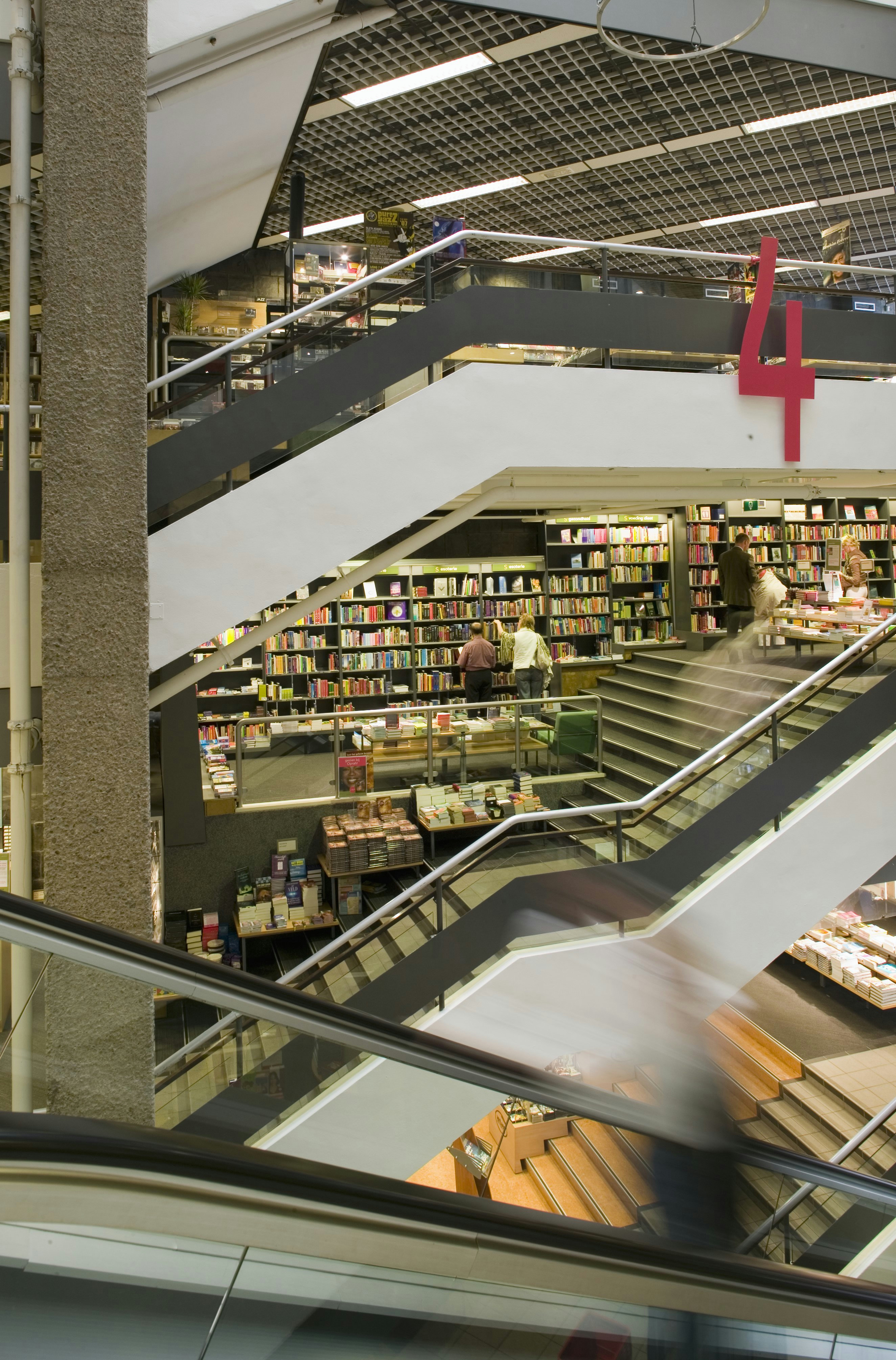
Zicht op een aantal van de etages (2007)
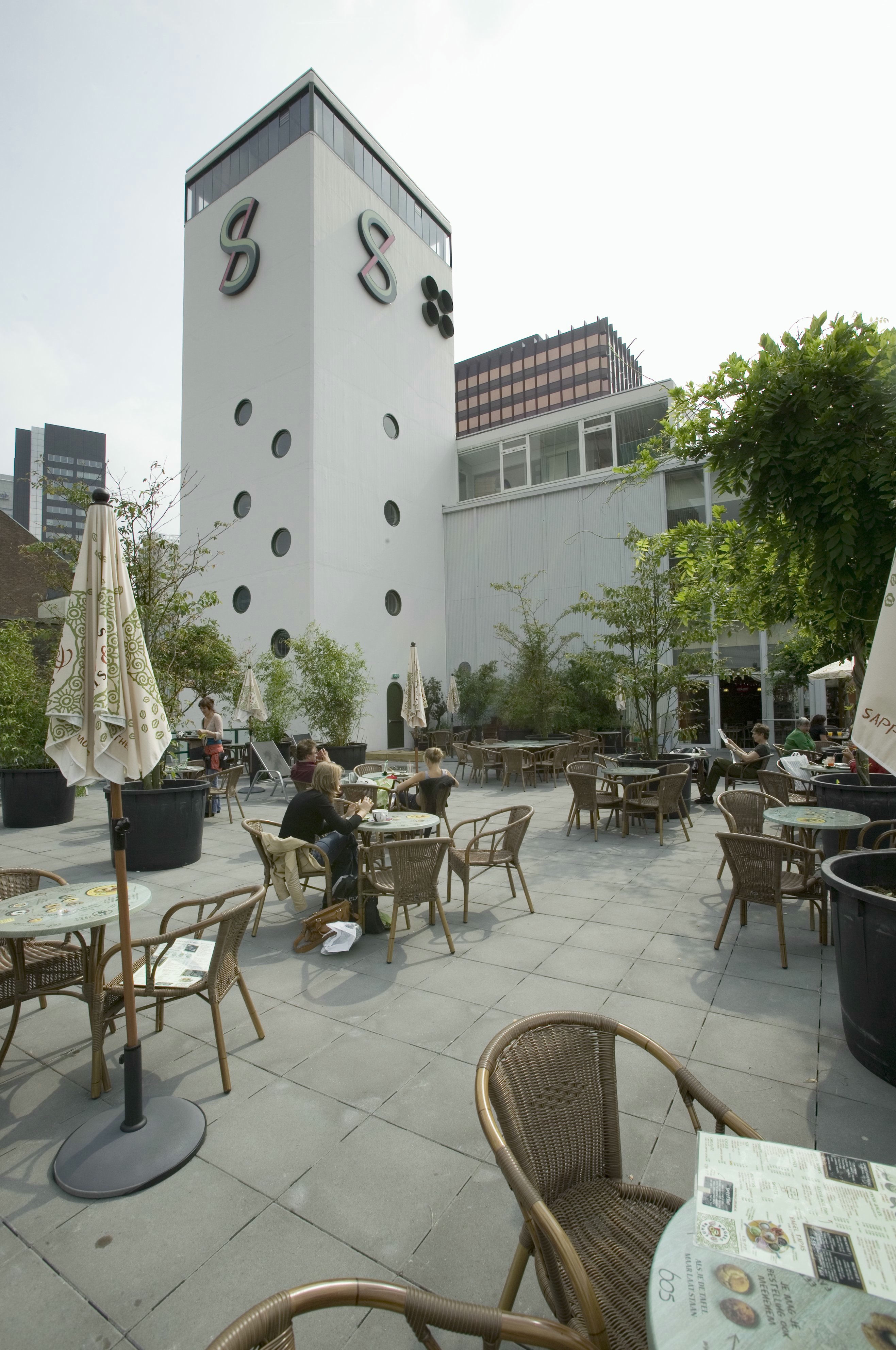
Dakterras met vestiging van Bagels & Beans (2007)

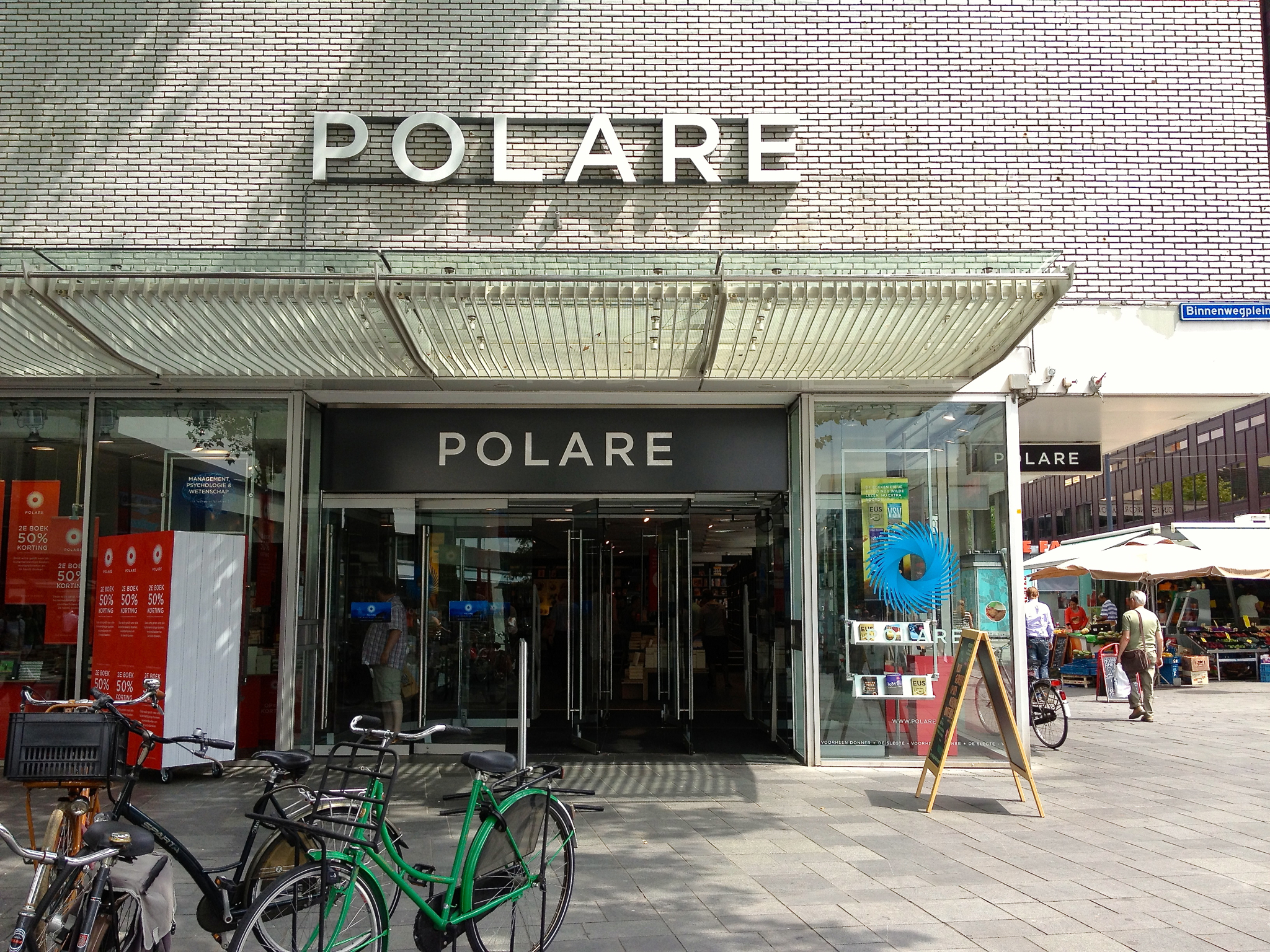
Donner onder de vlag Polare

## Polare Rotterdam (2012-2014)
In 2010 stapten de grootaandeelhouders NPM Capital en Wolters Kluwer uit de Boekhandels Groep Nederland en ging de selexyz als zelfstandig bedrijf verder. Financieel slechte jaren volgden en in 2012 kwam het faillissement voor selexyz. De winkels kwamen op 3 april 2012 in handen van investeerder ProCures, die op 4 april 2012 ook boekhandel De Slegte aankocht. Op 27 juni 2013 werd de nieuwe naam Polare geïntroduceerd en al haar vestigingen hernoemd, zo ook de vestiging aan de Lijnbaan. Polare Rotterdam had ook drie kleine verkooppunten op de Hogeschool Rotterdam, Hogeschool Inholland Rotterdam en de Erasmus Universiteit.

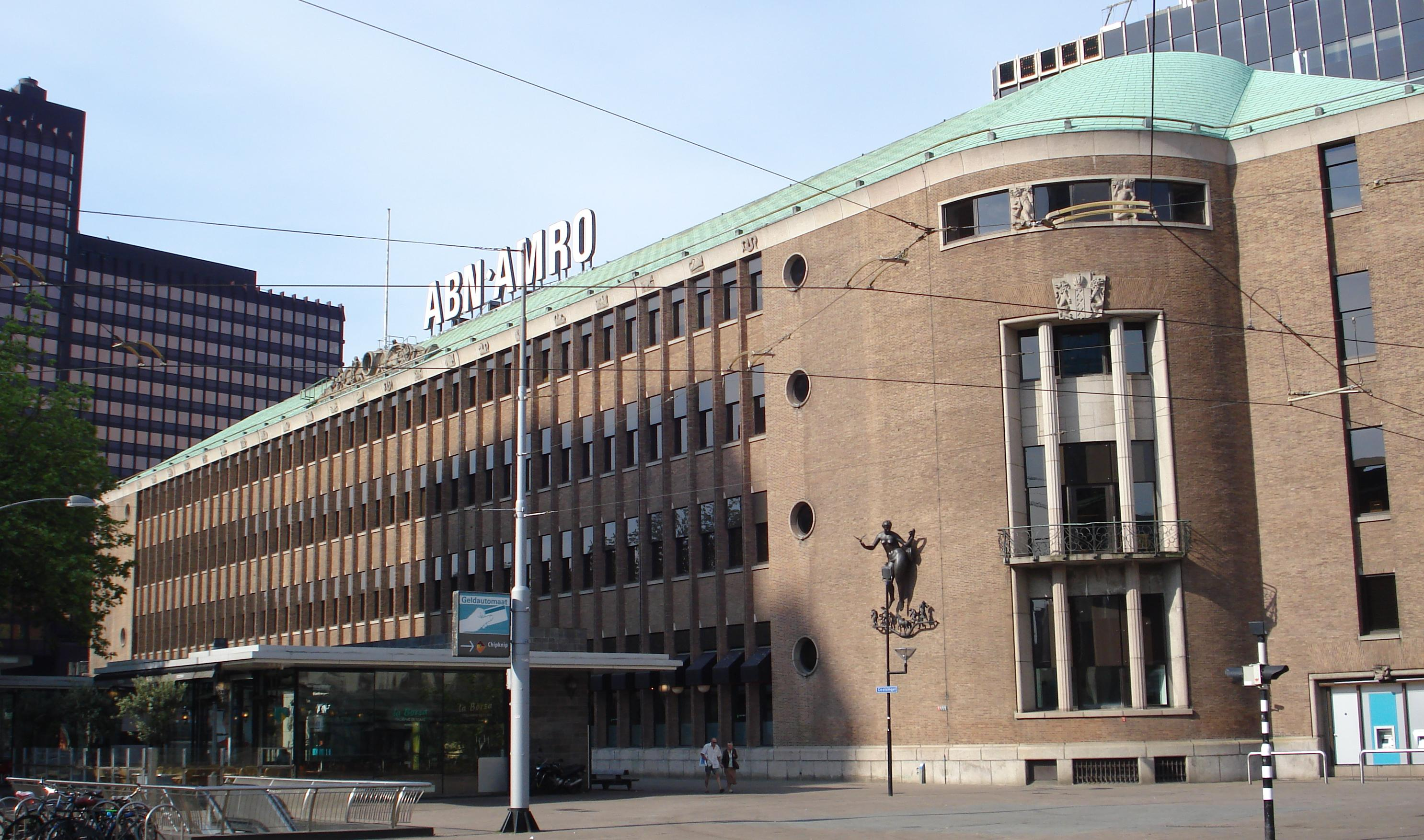
Donner heeft haar huidige onderkomen in het voormalige bankgebouw van de Rotterdamsche Bank.

## Donner (2014-2019)
In januari 2014 werden de Polare-winkels wegens ernstige financiële problemen gesloten, waarbij Polare het zelf had over een "strategische her-orientatie". Sommige boekhandels waren daardoor genoodzaakt de deuren definitief te sluiten, andere werden door derden overgenomen. Vijf ex-werknemers van Donner realiseerden een doorstart met behulp van 7 particuliere investeerders en een grote crowdfunding-actie, waarbij in totaal 1.750 crowdfunders € 250.000 inbrachten. De crowdfunders zijn samengebracht in een coöperatie. Het pand aan Lijnbaan moest daarbij wel worden verruild voor een plek in het monumentale voormalige gebouw van de Rotterdamsche Bank aan de Coolsingel nabij Metrostation Beurs, dat eind mei 2014 werd betrokken.
In 2017-2019 werd het bankgebouw volledig verbouwd. Donner is tijdens de verbouwing herhaaldelijk binnen het pand verhuisd om zo de verbouwing/renovatie mogelijk te maken.

## Denkend aan Donner
Ter gelegenheid van de 'heropening' van de winkel op 26 oktober 2019 na de afronding van de verbouwing verscheen de bundel getiteld Denkend aan Donner. Een ode aan het lezen, een speciale uitgave onder redactie van Leo van de Wetering en Tijs Boon, bedoeld als een cadeautje aan de klanten als dank voor hun trouw en geduld, met 46 bijdragen over de onderwerpen boek, boekhandel en lezen van de hand van een reeks Nederlandse schrijvers van verhalen en romans, dichters, essayisten, wetenschappers en journalisten. Het boek met de 46 bijdragen bevat tevens een naschrift van Leo van de Wetering, een van de redacteuren, over de in 1955 overleden oprichter J.H.Donner en de verdere geschiedenis van de winkel: 'Donner: levensbericht van een vrijgevochten boekhandel'.